# Koagel
Ein Koagel oder Koagulum (über Coagulum von lateinisch coagulare = ‚stocken‘; Mehrzahl Koagula), extravasales Blutgerinnsel (von lateinisch extra = ‚außen‘ und lateinisch vas = ‚Gefäß‘), extravasaler Blutpfropf, Blutkuchen, Blutkoagel oder Blutkoagulum ist eine gallertartige Blutblase aus roten Blutkörperchen (Erythrozyten), weißen Blutzellen (Leukozyten) und Blutplättchen (Thrombozyten), die durch die Blutgerinnung entsteht. Ihre Außenhaut wird durch den „Klebstoff“ Fibrin stabilisiert. Ein nicht infiziertes und intaktes Koagulum spielt eine entscheidende Rolle bei der Wundheilung, da es einen biologischen Wundverband darstellt.
Anders als der Begriff Thrombus wird im medizinischen Sprachgebrauch der Begriff Koagel auch und insbesondere für ein Blutgerinnsel verwendet, das sich außerhalb eines Blut- oder Lymphgefäßes (extravasal) befindet und nicht innerhalb (intravasal).